# ニュースと解説
『ニュースと解説』（ニュースとかいせつ）は、1991年4月8日から1995年3月24日までNHK総合テレビジョンで放送されていたニュース・解説番組である。

## 概要
2時のニュースと併せて、主婦を対象にした解説番組である。　

## 放送時間
- 月曜日 - 金曜日 14:00 - 14:14

## 出演者
- 横島庄治
- 松尾正洋
- 村田幸子
- 小宮山洋子